# توم لوتز
توم لوتز (بالإنجليزية: Tom Lutz)‏ هو أكاديمي أمريكي، ولد في 1950.